# Carl-Göran Öberg
Carl-Göran „Lill-Stöveln“ Öberg (* 24. Dezember 1938 in Huddinge) ist ein ehemaliger schwedischer Eishockeyspieler. Sein Bruder Hans Öberg war ebenfalls ein professioneller Eishockeyspieler.

## Karriere
Carl-Göran Öberg begann seine Karriere als Eishockeyspieler beim Gävle Godtemplares IK, für dessen Profimannschaft er von 1955 bis 1960 in der Division 1, der damals höchsten schwedischen Spielklasse, aktiv war. Mit dem Gävle GIK gewann er 1957 den nationalen Meistertitel. Von 1960 bis 1968 spielte der Flügelspieler für den Ligarivalen Djurgårdens IF, mit dem er in den Jahren 1961, 1962 und 1963 drei Mal in Folge Schwedischer Meister wurde. Zuletzt stand er von 1968 bis 1970 für den Tranås AIF in der zweitklassigen Division 2 auf dem Eis sowie anschließend drei Jahre lang bis zu seinem Karriereende 1973  für den Södertälje SK aus der Division 1. 

### International
Für Schweden nahm Carl-Göran Öberg an den Olympischen Winterspielen 1960 in Squaw Valley, 1964 in Innsbruck und 1968 in Grenoble teil. Bei den Winterspielen 1964 gewann er mit seiner Mannschaft die Silbermedaille. Zudem stand er im Aufgebot seines Landes bei den Weltmeisterschaften 1958, 1963, 1965 und 1967. Bei den Weltmeisterschaften 1958 und 1965 gewann er mit seiner Mannschaft jeweils die Bronze-, bei den Weltmeisterschaften 1963 und 1967 die Silbermedaille.

## Erfolge und Auszeichnungen
- 1957 Schwedischer Meister mit dem Gävle Godtemplares IK
- 1961 Schwedischer Meister mit Djurgårdens IF
- 1962 Schwedischer Meister mit Djurgårdens IF
- 1963 Schwedischer Meister mit Djurgårdens IF
- 1963 Schwedisches All-Star Team

### International
| - 1958 Bronzemedaille bei der Weltmeisterschaft - 1963 Silbermedaille bei der Weltmeisterschaft - 1964 Silbermedaille bei den Olympischen Winterspielen | - 1965 Bronzemedaille bei der Weltmeisterschaft - 1967 Silbermedaille bei der Weltmeisterschaft |